# Championnat de France de baseball 2014
Navigation
2013 2015
Le Championnat de France de baseball de Division 1 2014 regroupe les huit meilleures équipes françaises de baseball. Les Huskies de Rouen sont les tenants du titre.
Les French Cubs de Chartres, champions de Division 2 2013, sont promus et connaissent leur première saison en Division 1.
Après neuf titres consécutifs, les Huskies de Rouen sont battus en demi-finale des playoffs. Les Templiers de Sénart remportent leur premier titre de champion de France de division 1. Ils réalisent le doublé championnat / Challenge de France de baseball.
| \| Beaucaire Montpellier Paris Rouen Savigny Sénart Toulouse Chartres \| Localisation des clubs engagés dans le championnat. |
| Beaucaire Montpellier Paris Rouen Savigny Sénart Toulouse Chartres                                                           |

## Déroulement
La saison régulière se déroule sur 14 journées, soit 28 matches par équipe. Les six premiers de la saison régulière s'affrontent lors des séries éliminatoires. Le 3e affronte le 6e et le 4e le 5e au meilleur des cinq rencontres en 1/4 de finale. Les gagnants passent en demi-finale où ils affrontent les deux premiers de la saison (automatiquement qualifiés pour les 1/2). Les vainqueurs s'affrontent pour le titre dans une finale au meilleur des 5 matchs.
Pour la relégation, les 7e et 8e se rencontrent dans un match de maintien au meilleur des 5 matchs. Le vainqueur se maintient en 1re division, alors que le perdant doit affronter le champion de la 2e division dans un match de barrage pour un maintien en 1re division.

## Clubs
Clubs de l'édition 2014 :
| Equipe                    | Ville                              | Stade                       | Titres |
| ------------------------- | ---------------------------------- | --------------------------- | ------ |
| Chevaliers de Beaucaire   | Beaucaire (Gard)                   |                             | 0      |
| French Cubs de Chartres   | Chartres (Eure-et-Loir)            | Terrain de Gellainville     | 0      |
| Barracudas de Montpellier | Montpellier (Hérault)              | Greg Hamilton baseball park | 3      |
| Paris Université Club     | Paris                              | Stade Pershing              | 22     |
| Huskies de Rouen          | Rouen (Seine-Maritime)             | Terrain Pierre Rolland      | 10     |
| Lions de Savigny-sur-Orge | Savigny-sur-Orge (Essonne)         | Parc Jean-Moulin            | 5      |
| Templiers de Sénart       | Savigny-le-Temple (Seine-et-Marne) | Stade des Templiers         | 0      |
| Stade Toulousain Baseball | Toulouse (Haute-Garonne)           | Stade Kandy-Nelson          | 0      |

## Saison régulière

### Matchs
| Résultats (▼dom., ►ext.)                                   | BEA       | MON      | PUC       | ROU      | SAV       | SEN       | STB       | CHA       |
| Beaucaire Chevaliers                                       |           | 1-6 6-8  | 4-16 6-18 | 3-5 3-2  | 4-7 15-5  | 3-15 8-3  | 4-12 6-16 | 18-4 4-3  |
| Montpellier Barracudas                                     | 8-0 5-4   |          | 11-3 4-11 | 10-1 1-9 | 6-5 7-0   | 10-5 12-2 | 0-1 1-0   | 8-2 5-7   |
| Paris UC                                                   | 1-4 7-1   | 5-6 4-5  |           | 1-5 10-2 | 14-1 11-1 | 6-0 3-4   | 5-1 9-0   | 5-0 14-3  |
| Rouen Huskies                                              | 12-0 11-1 | 4-3 4-0  | 7-6 4-6   |          | 3-2 12-3  | 0-1 10-3  | 10-0 14-0 | 12-2 10-0 |
| Savigny Lions                                              | 9-6 8-6   | 1-14 4-5 | 5-10 4-15 | 0-1 4-11 |           | 5-12 0-6  | 9-1 4-11  | 4-9 8-10  |
| Sénart Templiers                                           | 5-7 5-2   | 1-2 14-4 | 1-3 3-7   | 5-4      | 10-9 10-0 |           | 11-1 4-3  | 8-3 10-0  |
| Stade Toulousain                                           | 7-6 2-3   | 2-5 2-3  | 3-14 1-19 | 7-5 1-4  | 2-0 3-0   | 3-9 7-6   |           | 5-2 6-4   |
| Chartres French Cubs                                       | 4-14 6-20 | 2-14 0-4 | 0-18 0-9  | 2-9 0-19 | 2-8 6-11  | 1-5 ??    | 2-5 3-9   |           |
| - Victoire à domicile - Match nul - Victoire à l'extérieur |           |          |           |          |           |           |           |           |

Résultats issus du site de la FFBS,

### Classement
| Pl. | Équipe        | J  | V  | D  | %    |
| --- | ------------- | -- | -- | -- | ---- |
| 1   | Montpellier   | 28 | 21 | 7  | .750 |
| 2   | Paris UC      | 28 | 21 | 7  | .750 |
| 3   | Rouen (T) (C) | 28 | 20 | 8  | .714 |
| 4   | Sénart        | 27 | 17 | 10 | .630 |
| 5   | Toulouse      | 28 | 13 | 15 | .464 |
| 6   | Beaucaire     | 28 | 10 | 18 | .357 |
| 7   | Savigny       | 28 | 6  | 22 | .214 |
| 8   | Chartres (P)  | 27 | 3  | 24 | .111 |

| Légende : Qualifications | Légende : Qualifications                                                                    |
| ------------------------ | ------------------------------------------------------------------------------------------- |
|                          | Qualification pour les 1/2 finales                                                          |
|                          | Qualification pour les 1/4 de finale                                                        |
|                          | Barrage pour la relégation en 2e division                                                   |
|                          | (T) : Tenant du titre (C) : Vainqueur du Challenge de France 2013 (P) : Promu de Division 2 |

### Statistiques individuelles

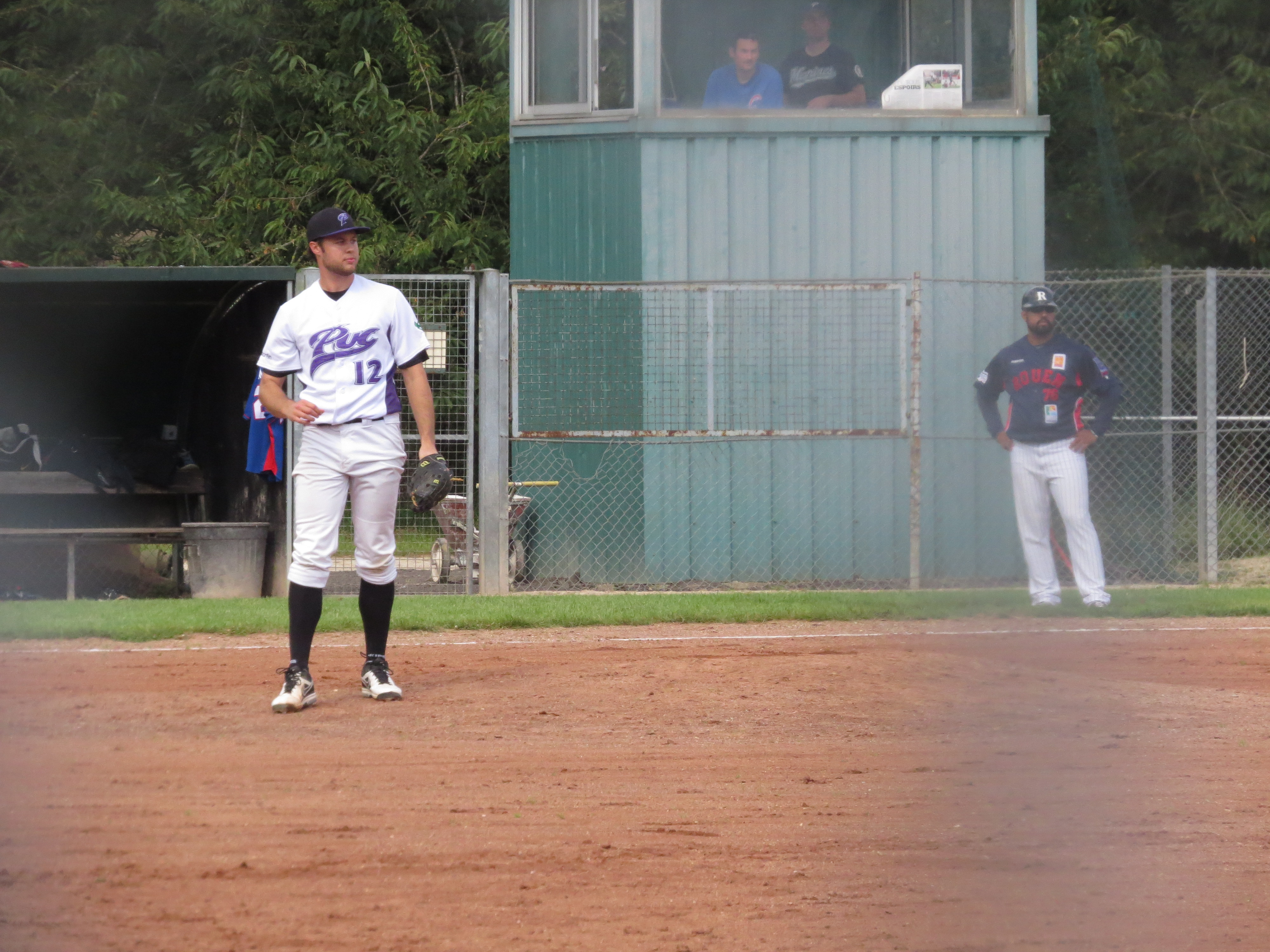
Demi-finale entre Rouen et le PUC

| Catégorie        | Joueur          | Stat |
| Moyenne au bâton | Cody Regis      | .464 |
| Points produits  | Cody Regis      | 42   |
| Points produits  |                 | 42   |
| Coups de circuit | Cody Regis      | 3    |
| Bases volées     | Daiki Wakushima | 27   |

| Catégorie                 | Joueur       | Stat |
| Moyenne de points mérités | Keino Perez  | 1.10 |
| Victoires                 | James Murray | 9    |
| Retraits sur prises       | Will Musson  | 87   |
| Sauvetages                | Thomas Meley | 8    |
| Sauvetages                |              | 8    |

## Play-off
Les six premiers de la saison régulière sont qualifiés pour les play-off. Les barrages se jouent au meilleur des trois rencontres, les autres rencontres sont au meilleur des 5 matchs. En 1/4 de finale, 3 vs 6 et 4 vs 5. Les gagnants en demi-finale contre les deux premiers de la saison régulière. Les deux vainqueurs s'affrontent pour le titre.

### 1/4 de finale
| Match | Date   | Recevant  | Visiteur  | Score |
| ----- | ------ | --------- | --------- | ----- |
| 1     | 2 aout | Rouen     | Beaucaire | 3 - 2 |
| 2     | 3 aout | Beaucaire | Rouen     | 3 - 5 |

| Match | Date   | Recevant | Visiteur | Score |
| ----- | ------ | -------- | -------- | ----- |
| 1     | 2 aout | Sénart   | Toulouse | 9 - 0 |
| 2     | 3 aout | Toulouse | Sénart   | 2 - 6 |

### 1/2 finales et finale
Les 1/2 finales se joueront les week-ends des 9 et 16 août. La finale se dispute les 23, 24, 30 et 31 août 2014.
| Match | Date    | Recevant | Visiteur | Score |
| ----- | ------- | -------- | -------- | ----- |
| 1     | 9 août  | Rouen    | Paris UC | 2 - 3 |
| 2     | 10 août | Rouen    | Paris UC | 4 - 5 |
| 3     | 16 août | Paris UC | Rouen    | 6 - 1 |

| Match | Date    | Recevant    | Visiteur    | Score |
| ----- | ------- | ----------- | ----------- | ----- |
| 1     | 9 août  | Sénart      | Montpellier | 7 - 1 |
| 2     | 10 août | Sénart      | Montpellier | 4 - 0 |
| 3     | 16 août | Montpellier | Sénart      | 3 - 9 |

| Match | Date    | Recevant | Visiteur | Score |
| ----- | ------- | -------- | -------- | ----- |
| 1     | 23 août | Sénart   | Paris UC | 6 - 4 |
| 2     | 24 août | Sénart   | Paris UC | 7 - 1 |
| 3     | 30 août | Paris UC | Sénart   | 4 - 5 |

* L'équipe avec l'avantage terrain en finale est celle qui est le mieux classée en saison régulière.

### Récompenses
Voici les joueurs récompensés à l'issue de la finale: 
- MVP :
- Meilleur lanceur :
- Meilleur frappeur :

## Classement final
| Pl. | Équipe       |
| --- | ------------ |
| 1   | Sénart (C)   |
| 2   | Paris UC     |
| 3   | Montpellier  |
| 4   | Rouen (T)    |
| 5   | Toulouse     |
| 6   | Beaucaire    |
| 7   | Savigny      |
| 8   | Chartres (P) |

| Légende : Qualifications et relégations | Légende : Qualifications et relégations                                                                 |
| --------------------------------------- | --- |
|                                         | Qualification pour la Coupe d'Europe A                                                                  |
|                                         | Qualification pour la Coupe d'Europe B                                                                  |
|                                         | Barrage de relégation en 2e division                                                                    |
|                                         | (T) : Tenant du titre 2013 (C) : Vainqueur du Challenge de France 2014 (P) : Promu de deuxième division |